# Бечичі
Бе́чичі (чорн. Бечићи/Bečići) — місто в Чорногорії, розташоване на території муніципалітету міста Будви на північний схід від Будви на узбережжі Адріатичного моря. Має постійне населення 771 чоловік (2003).
Бечичі являє собою великий центр туризму Будванської рив'єри, відомий своїм піщаним пляжем. Довжина пляжу становить 1950 метрів, він вважається одним з наймальовничіших пляжів у Чорногорії та південній Адріатиці. В 1935 році пляж завоював гран-прі в Парижі, як найкрасивіший пляж Європи.

## Населення
Динаміка чисельності населення (станом на 2003 рік):
- 1948 → 43
- 1953 → 44
- 1961 → 40
- 1971 → 84
- 1981 → 171
- 1991 → 726
- 2003 → 771

Національний склад села (станом на 2003 рік):
Слід відмітити, що перепис населення проводився в часи міжетнічного протистояння на Балканах й тоді частина чорногорців солідаризувалася з сербами й відносила себе до спільної з ними національної групи (найменуючи себе югославами-сербами - притримуючись течії панславізму). Тому, у запланованому переписі на 2015 рік очікується суттєва кореляція цифр національного складу (в сторону збільшення кількості чорногорців) - оскільки тепер чіткіше проходитиме розмежування, міжнаціональне, у самій Чорногорії.

## Галерея

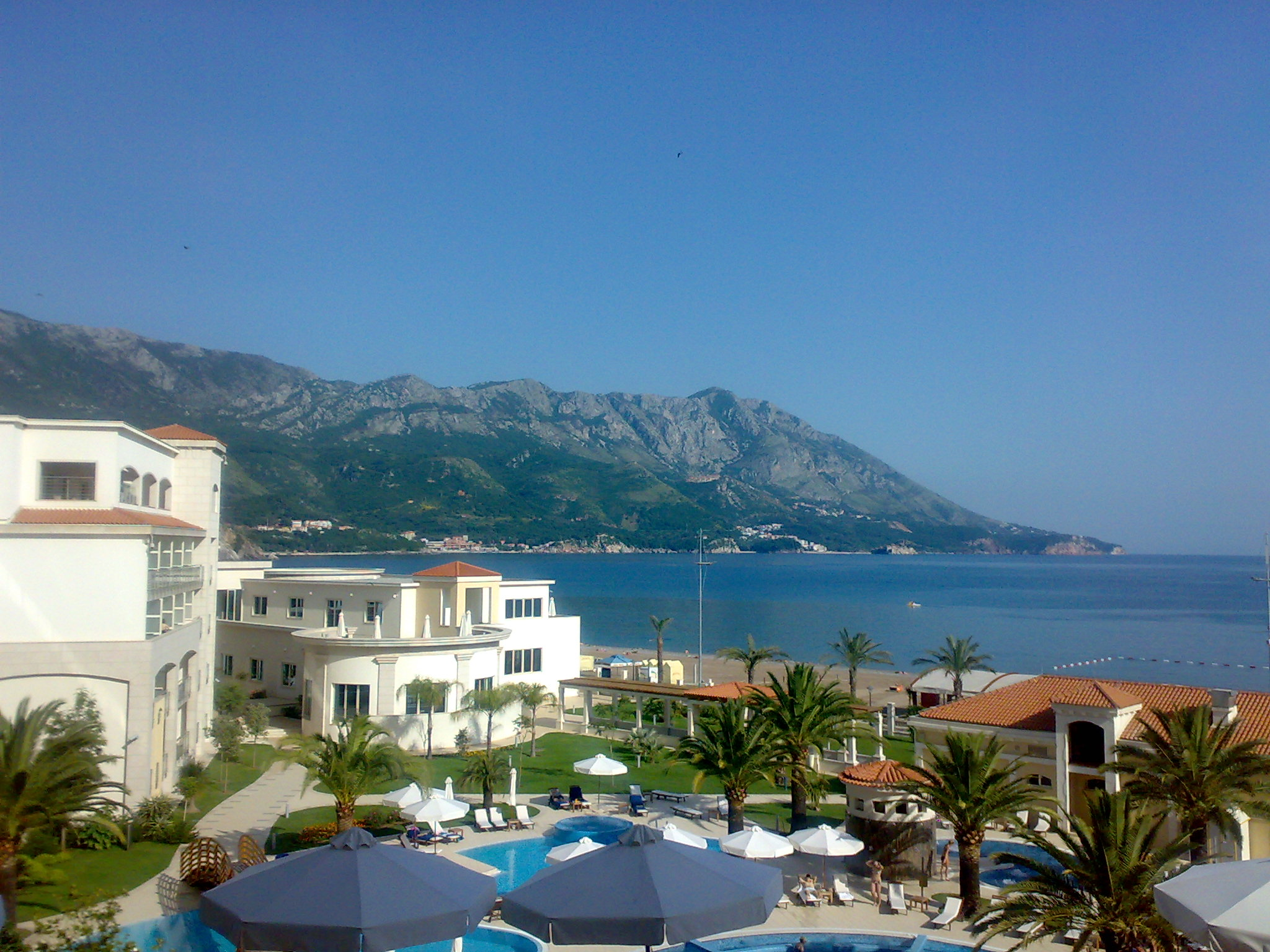
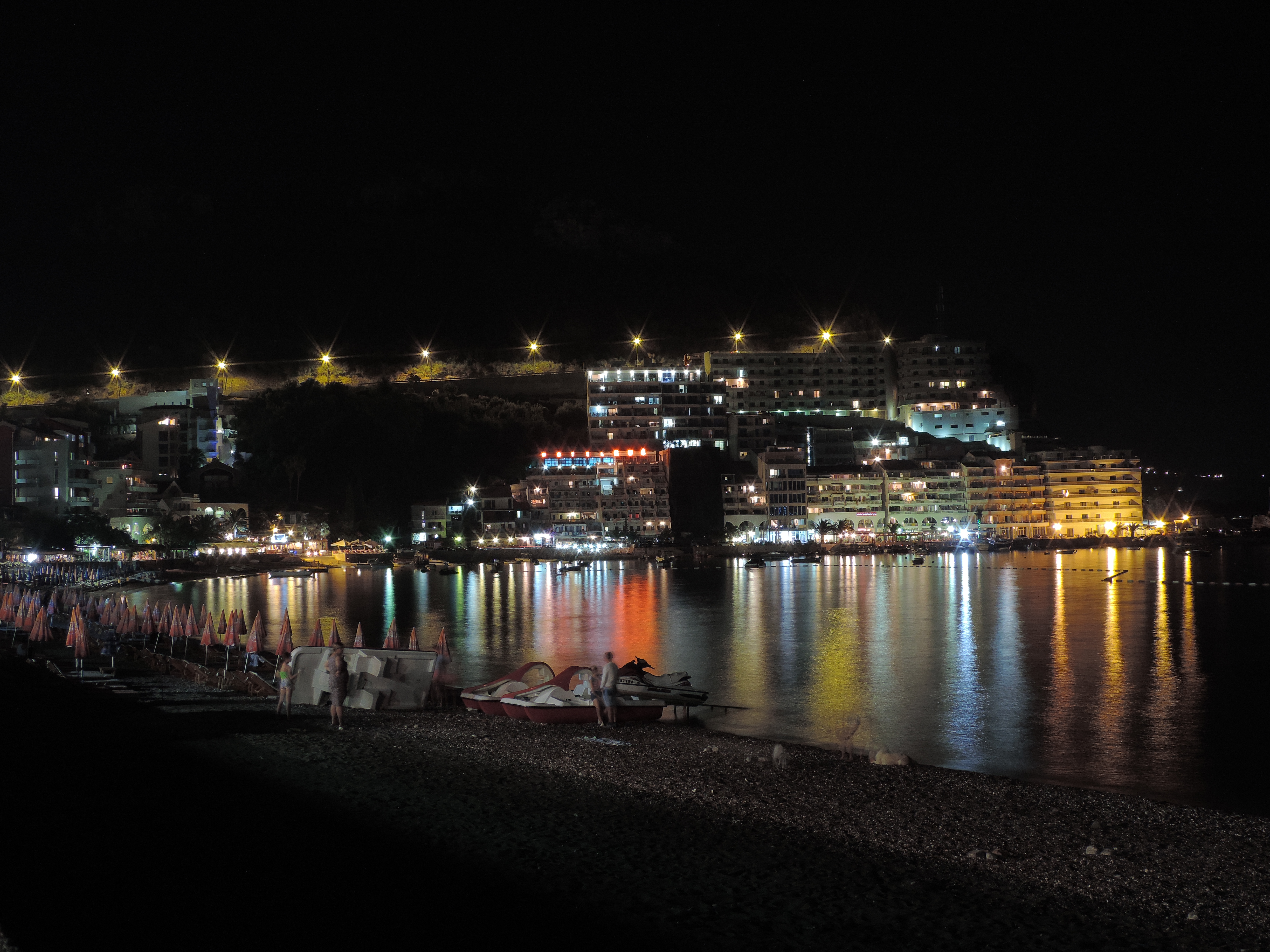
нічне місто
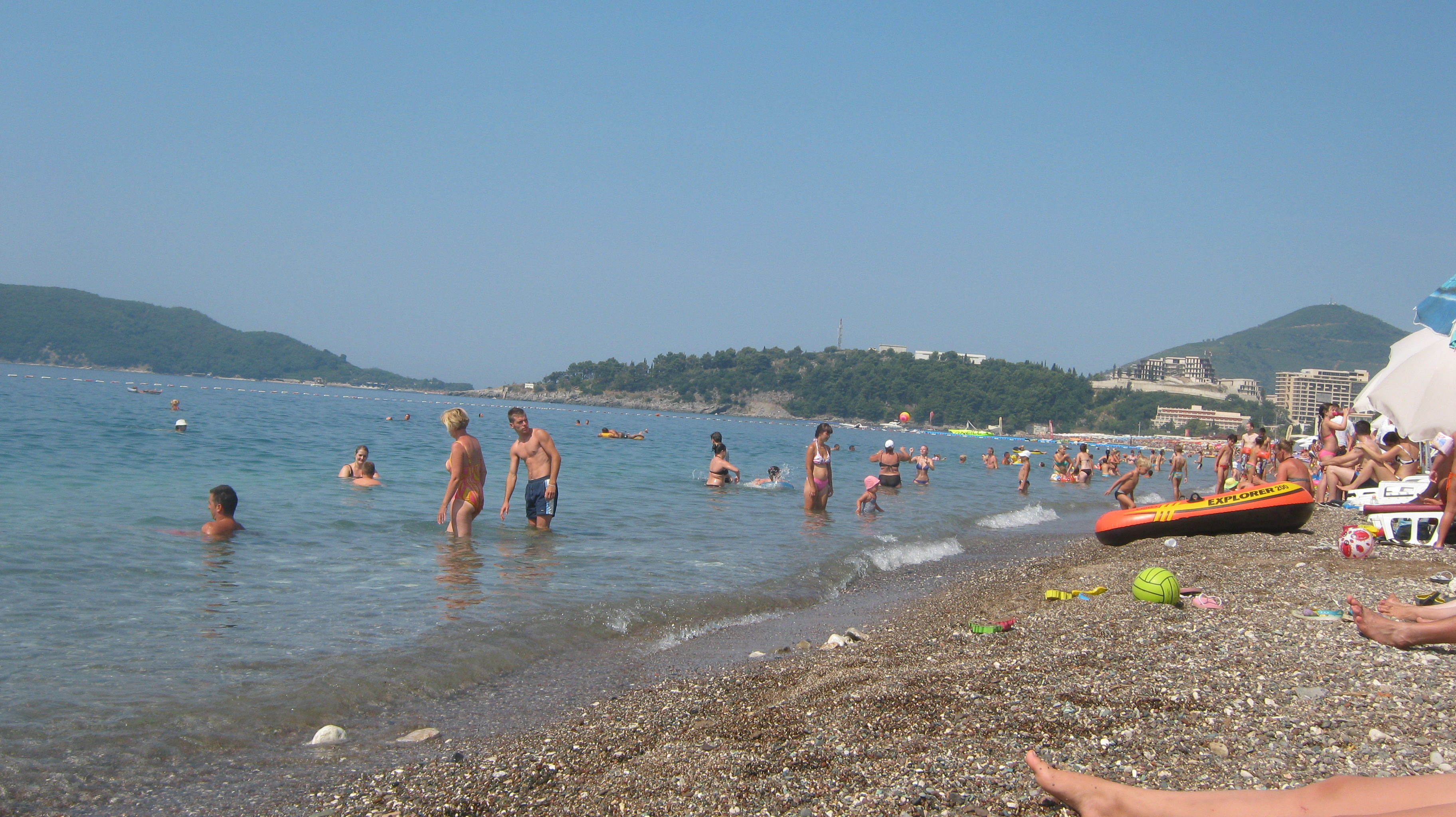
пляж